# سيرجي أريماني
سيرجي أريماني (بالإسبانية: Sergi Arimany) (31 يناير 1996 بإسبانيا - ) هو لاعب كرة قدم إسباني في مركز الهجوم. لعب مع إنيرجي كوتبوس ونادي ياغوستيرا ونادي بالاموس ‏ وKapfenberger SV ‏.

## وصلات خارجية
- سيرجي أريماني على موقع قاعدة بيانات كرة القدم.إي يو (الإنجليزية)
- سيرجي أريماني على موقع Soccerway.com (الإنجليزية)
- سيرجي أريماني على موقع عالم كرة القدم.نت (الإنجليزية)